# Shuibu, Shandong
Shuibu (kinesiska: 水堡乡, 水堡) är en socken i Kina. Den ligger i provinsen Shandong, i den östra delen av landet, omkring 160 kilometer sydväst om provinshuvudstaden Jinan. Antalet invånare är 19588. Befolkningen består av 10 292 kvinnor och 9 296 män. Barn under 15 år utgör 28,0 %, vuxna 15-64 år 59 %, och äldre över 65 år 12,0 %.
Genomsnittlig årsnederbörd är 670 millimeter. Den regnigaste månaden är juli, med i genomsnitt 208 mm nederbörd, och den torraste är januari, med 4 mm nederbörd.